# Roșu de Purcari
Roșu de Purcari este un vin roșu de o faimoasă calitate produs din struguri Cabernet Sauvignon, Merlot și Malbec.
Vinul se produce în Purcari Raionul Ștefan Vodă (zona de sud-vest a Republicii Moldovat). Se remarcă printr-un buchet complex, ce se dezvoltă în timp, dezvăluind arome dulci, discrete de vanilie. Gustul profund și catifelat, culoarea roșu-cărămizie si complexitatea buchetului conferă vinului un rafinament deosebit, surprinzându-ne prin savoarea aromelor de fructe de pădure, prune uscate și afine.